# Watership Down (phim)
Đồi thỏ (tiếng Anh: Watership Down) là một phim hoạt họa đồng thoại do Martin Rosen và John Hubley đạo diễn phỏng theo ấn phẩm cùng tên của tác gia Richard Adams, xuất bản ngày 19 tháng 10 và trở thành tác phẩm điện ảnh ăn khách hạng sáu tại London năm 1978.

## Nội dung
Truyện phim kể về cuộc phiêu lưu của những chú thỏ từ bỏ quê hương của mình để tìm đến một vùng đất mới theo những lời tiên tri của một chú thỏ có tên là Thứ Năm, quê hương của chúng gặp nguy hiểm bởi con người đã xây dựng một trung tâm giải trí và giết hết thỏ trên cánh đồng. Chúng đã trải qua rất nhiều thử thách, cuối cùng đã đến được đồi Watership Down để dựng một Đồi Thỏ mới rộng lớn.

## Diễn xuất
- John Hurt as Hazel
- Richard Briers as Fiver
- Michael Graham Cox as Bigwig
- John Bennett as Captain Holly
- Ralph Richardson as the Chief Rabbit of Sandleford
- Simon Cadell as Blackberry
- Roy Kinnear as Pipkin
- Terence Rigby as Silver
- Mary Maddox as Clover
- Richard O'Callaghan as Dandelion
- Denholm Elliott as Cowslip
- Zero Mostel as Kehaar
- Harry Andrews as General Woundwort
- Hannah Gordon as Hyzenthlay
- Nigel Hawthorne as Campion
- Lynn Farleigh as Tab the cat
- Clifton Jones as Blackavar
- Derek Griffiths as Vervain and Chervil
- Michael Hordern as Frith
- Joss Ackland as the Black Rabbit
- Michelle Price as Lucy